# Marcos Tavares
Marcos Magno Morales Tavares, noto come Marcos Tavares (Porto Alegre, 30 marzo 1984), è un dirigente sportivo ed ex calciatore brasiliano, di ruolo attaccante, direttore sportivo del Maribor.
È con 159 reti il miglior marcatore di sempre del campionato sloveno.

## Carriera
Muove i suoi primi passi nelle giovanili dell'Internacional, prima di passare al Grêmio nel 1997. Il 29 gennaio 2008 si accorda a parametro zero con il Maribor, in Slovenia. Il 9 maggio 2009 il Maribor – grazie al contributo di Tavares, che mette a segno 15 reti in 35 incontri - vince il campionato. Dopo l'addio di Zoran Pavlovič viene nominato capitano della squadra. Il 14 agosto 2010 mette a segno una tripletta contro il Nafta (3-1 il finale).
Il 18 luglio 2012 segna contro lo Željezničar il suo decimo gol con gli sloveni nelle competizioni UEFA per club, diventando il primatista di reti del Maribor nelle competizioni europee. Il 7 maggio 2014 segna una doppietta contro il Krka, diventando il miglior marcatore nella storia del Maribor, superando Branko Horjak (fermatosi a 117 reti).
Il 26 agosto 2014 segna una rete decisiva nel successo esterno per 0-1 contro il Celtic nei preliminari di Champions League, consentendo agli sloveni di qualificarsi per la fase a gironi della competizione per la prima volta dal 1999.
Il 22 aprile 2017 nella gara vinta 1-0 contro il Domžale, segna appena 8" dopo il fischio di inizio della partita, il gol più veloce della storia della PrvaLiga. Il 2 dicembre 2017 va in rete contro il Gorica, diventando, con 131 reti il miglior marcatore di sempre del campionato sloveno.
Il 14 maggio 2022 gioca – assieme al figlio (nato nel 2004) – la sua ultima gara con il Maribor contro l'Aluminij, in cui è subentrato a 5' dal termine al posto di Rok Kronaveter.
Dopo il suo ritiro dal calcio giocato, il Maribor ha deciso di ritirare la maglia numero 9 e ha anche ribattezzato la tribuna ovest del Ljudski vrt "Marcos Tavares" in suo onore. Terminata la carriera entra nei quadri dirigenziali del Maribor.

## Statistiche

### Presenze e reti nei club
Statistiche aggiornate al 14 maggio 2022.
| Stagione        | Squadra         | Campionato      | Campionato | Campionato | Coppe nazionali | Coppe nazionali | Coppe nazionali | Coppe continentali | Coppe continentali | Coppe continentali | Altre coppe | Altre coppe | Altre coppe | Totale | Totale |
| Stagione        | Squadra         | Comp            | Pres       | Reti       | Comp            | Pres            | Reti            | Comp               | Pres               | Reti               | Comp        | Pres        | Reti        | Pres   | Reti   |
| --------------- | --------------- | --------------- | ---------- | ---------- | --------------- | --------------- | --------------- | ------------------ | ------------------ | ------------------ | ----------- | ----------- | ----------- | ------ | ------ |
| 2007-gen. 2008  | APOEL           | A               | 5          | 0          | CC              | 4               | 4               | UCL                | 2                  | 0                  | SC          | 1           | 0           | 12     | 4      |
| gen.-giu. 2008  | Maribor         | 1.SNL           | 12         | 4          | CS              | 2               | 0               | -                  | -                  | -                  | -           | -           | -           | 14     | 4      |
| 2008-2009       | Maribor         | 1.SNL           | 35         | 15         | CS              | 4               | 5               | -                  | -                  | -                  | -           | -           | -           | 39     | 20     |
| 2009-2010       | Maribor         | 1.SNL           | 34         | 10         | CS              | 5               | 5               | UCL+UEL            | 4+2                | 3+0                | SS          | 1           | 0           | 46     | 18     |
| 2010-2011       | Maribor         | 1.SNL           | 33         | 16         | CS              | 6               | 1               | UEL                | 6                  | 4                  | SS          | 1           | 0           | 46     | 21     |
| 2011-2012       | Maribor         | 1.SNL           | 31         | 10         | CS              | 6               | 1               | UCL+UEL            | 4+7                | 2+0                | SS          | 1           | 0           | 49     | 13     |
| 2012-2013       | Maribor         | 1.SNL           | 29         | 17         | CS              | 6               | 4               | UCL+UEL            | 6+6                | 3+2                | SS          | 1           | 0           | 48     | 26     |
| 2013-2014       | Maribor         | 1.SNL           | 34         | 13         | CS              | 5               | 0               | UCL+UEL            | 6+6                | 1+2                | SS          | 1           | 1           | 52     | 17     |
| 2014-2015       | Maribor         | 1.SNL           | 34         | 17         | CS              | 3               | 1               | UCL                | 12                 | 1                  | SS          | 0           | 0           | 49     | 19     |
| 2015-2016       | Maribor         | 1.SNL           | 33         | 12         | CS              | 4               | 1               | UCL                | 2                  | 0                  | SS          | 1           | 0           | 40     | 13     |
| 2016-2017       | Maribor         | 1.SNL           | 33         | 9          | CS              | 5               | 0               | UEL                | 6                  | 3                  | -           | -           | -           | 44     | 12     |
| 2017-2018       | Maribor         | 1.SNL           | 32         | 17         | CS              | 3               | 0               | UCL                | 12                 | 5                  | -           | -           | -           | 47     | 22     |
| 2018-2019       | Maribor         | 1.SNL           | 32         | 9          | CS              | 5               | 1               | UEL                | 6                  | 2                  | -           | -           | -           | 43     | 12     |
| 2019-2020       | Maribor         | 1.SNL           | 31         | 6          | CS              | 1               | 0               | UCL+UEL            | 6+2                | 2+1                | -           | -           | -           | 40     | 9      |
| 2020-2021       | Maribor         | 1.SNL           | 25         | 2          | CS              | 2               | 1               | UEL                | 1                  | 0                  | -           | -           | -           | 28     | 3      |
| 2021-2022       | Maribor         | 1.SNL           | 8          | 2          | CS              | 0               | 0               | UECL               | 0                  | 0                  | -           | -           | -           | 8      | 2      |
| Totale Maribor  | Totale Maribor  | Totale Maribor  | 436        | 159        |                 | 57              | 20              |                    | 94                 | 31                 |             | 6           | 1           | 593    | 211    |
| Totale carriera | Totale carriera | Totale carriera | 441        | 159        |                 | 61              | 24              |                    | 96                 | 31                 |             | 7           | 1           | 605    | 215    |

### Record

#### Con il Maribor
- Calciatore con più presenze (593).[10]
- Calciatore con più reti (211).[10]
- Calciatore con più reti in campionato (159).[3]
- Calciatore con più reti nelle competizioni europee (31).[9]

## Palmarès

### Club

#### Competizioni nazionali
- Campionato malaysiano: 1

Kedah: 2005-2006
- Campionato sloveno: 9

Maribor: 2008-2009, 2010-2011, 2011-2012, 2012-2013, 2013-2014, 2014-2015, 2016-2017, 2018-2019, 2021-2022
- Coppa di Slovenia: 4

Maribor: 2009-2010, 2011-2012, 2012-2013, 2015-2016
- Supercoppa di Slovenia: 4

Maribor: 2009, 2012, 2013, 2014

### Individuale
- Capocannoniere del campionato sloveno: 3

2010-2011 (16 gol), 2012-2013 (17 gol), 2014-2015 (17 gol)